# Jordan Faucher
Jordan Faucher (Créteil, 6 novembre 1991) è un ex calciatore francese, di ruolo attaccante.

## Carriera
Ha giocato nella massima serie dei campionati israeliano e greco.